# Вёрсткина, Екатерина Гавриловна
Екатерина Гавриловна Вёрсткина  (18 ноября 1934, Томск, СССР — 8 апреля 2016, Томск, Российская Федерация) — советский, российский педагог, организатор народного образования. Народный учитель СССР (1984).

## Биография
В 1956 году окончила Горьковский педагогический институт. 
В 1956—1961 годах работала в Колпаковской и Крутогоровской семилетних школах в Камчатской области.
С 1961 года — в школах Томска: в школе №47 — учитель, заместитель директора по воспитательной работе, в СШ №5 — завуч по учебной работе, с 1973 — в школе № 55 сначала заместителем директора по учебной работе, в 1976 году возглавила педагогический коллектив и проработала в должности директора до 1991 года. Сумела организовать работу по переводу школы в новое современнее здание.
Общий стаж педагогической деятельности составил 46 лет, по специальности — учитель русского языка и литературы.
Под её руководством из 83 педагогических работников 67% имели высшую категорию, из них один — «Народный учитель СССР» (1984), 5 человек — «Заслуженный учитель России», один — кавалер медали Ордена «За заслуги перед Отечеством» II степени; один — кавалер ордена «Знак Почёта», 13 человек удостоены звания «Отличник народного образования», 6 человек — «Почётный работник образования РФ»; в коллективе работали 28 лауреатов премий в сфере образования различных уровней.
Умерла 8 апреля 2016 года в Томске.

## Награды и звания
- Заслуженный учитель школы РСФСР (1981)
- Народный учитель СССР (1984)
- Отличник народного просвещения РСФСР
- Знак отличия Томской области «За заслуги в сфере образования» I степени (2010).